# Sevrier
Sevrier är en kommun i departementet Haute-Savoie i regionen Auvergne-Rhône-Alpes i sydöstra Frankrike. Kommunen ligger i kantonen Annecy-2 och i arrondissementet Annecy. År 2022 hade Sevrier 4 324 invånare.

## Befolkningsutveckling
Antalet invånare i kommunen Sevrier
| Referens: INSEE |